# Armoriale dei comuni della Creuse
Questa pagina contiene le armi (stemma e blasonatura) dei comuni della Creuse.
| Stemma | Nome del comune e blasonatura |
| ------ | --- |
|        | Ahun fascé d'argent et d'azur de six pièces (fasciato d'argento e d'azzurro) |
|        | Aubusson D'argent au buisson terrassé de sinople, au chef de gueules chargé d'un croissant du champ accosté de deux étoiles du même (d'argento, al cespuglio terrazzato di verde, al capo di rosso caricato da un crescente del campo accostato da due stelle dello stesso) |
|        | Auzances fascé de six pièces d'or et de gueules à l'aigle d'argent brochant sur le tout (fasciato d'oro e di rosso, all'aquila d'argento attraversante sul tutto) |
|        | Bellegarde-en-Marche De sable aux trois pals d'argent chargés chacun de six tourteaux de gueules (di nero, a tre pali d'argento caricati ciascuno da sei torte di rosso) |
|        | Bénévent-l'Abbaye D'or à la bande de sable (d'oro, alla banda di nero) |
|        | Bonnat De gueules aux trois fasces d'or chargées chacune d'une étoile du champ (di rosso, a tre fasce d'oro caricate ciascuna da una stella del campo) |
|        | Bourganeuf De sable aux trois chevrons d'argent (di nero, a tre scaglioni d'argento) |
|        | Chambon-sur-Voueize D'argent aux quatre champignons de gueules ordonnés en sautoir (d'argento, a quattro funghi di rosso posti 2 e 2) |
|        | Chénérailles de gueules à 3 chênes d'or posés et rangés en bande (di rosso, a tre querce d'oro poste e ordinate in banda) |
|        | Évaux-les-Bains De sable aux trois chevrons d'or soutenus d'une étoile du même (di nero, a tra scaglioni d'oro accompagnati da una stella dello stesso in punta) |
|        | Felletin d'or à trois fasces de gueules, celle du milieu chargée de trois feuilles de laurier d'argent (d'oro, a tre fasce di rosso, quella centrale caricata di tre foglie di lauro d'argento) |
|        | Genouillac D'azur à la bande d'or chargée de trois lions de gueules, accompagnée en chef d'une croix cléchée et pommetée de douze pièces d'or, remplie de gueules, et en pointe d'un pont de trois arches d'argent sur une rivière du même, surmonté de trois chausse-trappes mal ordonnées d'or (d'azzurro, alla banda d'oro caricata di tre leoni di rosso, accompagnata in capo da una croce a chiave di rosso pomettata di dodici pezzi d'oro, e in punta da un ponte di tre archi d'argento su un fiume dello stesso, sormontato da tre triboli male ordinati d'oro) |
|        | Gentioux-Pigerolles De gueules à la croix d'argent (di rosso, alla croce d'argento) |
|        | Le Grand-Bourg D'azur aux cinq fleurs de lys d'or ordonnées 3 et 2 (d'azzurro, a cinque gigli d'oro posti 3 e 2) |
|        | Guéret D'azur à la forêt de sinople sur une terrasse du même, au cerf passant d'or brochant sur le tout. (d'azzurro, alla foresta di verde su una terrazza dello stesso, al cervo passante d'oro attraversante sul tutto) |
|        | Jarnages De sinople au jars d'argent nageant sur des ondes du même mouvant de la pointe, surmonté d'un soleil d'or (di verde, all'oca maschio d'argento rivoltata, nuotante su onde dello stesso movente dalla punta, sormontato da un'ombra di sole d'oro) |
|        | Linard Tiercé en pairle renversé : au premier d'azur au lion d'or lampassé de gueules, au deuxième de gueules à la fasce ondée d'argent chargée de trois mouchetures d'hermine de sable, au troisième d'or aux trois quintefeuilles (alias : fleurs de lin) d'azur (interzato in pergola rovesciata: nel 1° d'azzurro, al leone d'oro lampassato di rosso; nel 2° di rosso, alla fascia ondata d'argento caricata di tre moscature d'armellino di nero; nel 3° d'oro, a tre quintefoglie d'azzurro)                                                                       |
|        | Peyrat-la-Nonière De sable aux trois chevrons ondés d'or (di nero, a tre scaglioni ondati d'oro) |
|        | Pontarion Coupé : au premier parti au I fascé ondé d'or et de gueules de six pièces et au II d'or à la croix ancrée de gueules, au second d'azur au pont antique de trois arches d'argent (semipartito troncato: nel 1° fasciato ondato d'oro e di rosso; nel 2° d'oro, alla croce ancorata di rosso; nel 3° d'azzurro, al ponte antico di tre archi d'argento) |
|        | Reterre De gueules à l'épée renversée d'argent posée en barre, accompagnée, en pointe, d'une moucheture d'hermine du même, au franc-quartier d'or chargé de trois tiercefeuilles du champ (di rosso, alla spada abbassata d'argento posta in sbarra, accompagnata in punta da una moscatura d'armellino dello stesso; al quartier franco d'oro, caricato di tre terzefoglie del campo) |
|        | Royère-de-Vassivière De sinople aux trois roues d'argent (di verde, a tre ruote d'argento) |
|        | Saint-Martial-le-Mont en attente (d'argento, a due crocette patenti di rosso ordinate in banda e due moscature d'armellino di nero ordinate in sbarra, alla filiera di rosso) |
|        | Saint-Moreil - (d'argento, a due crocette patenti di rosso ordinate in banda e due moscature d'armellino ordinate in sbarra; alla filiera di rosso) |
|        | Saint-Moreil Tiercé en pairle renversé : au premier de gueules au vase à col d'or, au deuxième d'azur aux deux fasces ondées d'argent, au troisième d'argent à la moucheture d'hermine de sinople (interzato in pergola rovesciata: nel 1° di rosso, al vaso a calice d'oro; nel 2° d'azzurro, a due fasce ondate d'argento; nel 3° d'argento, seminato di moscature d'armellino di verde ordinate sia in fascia che in palo) |
|        | Saint-Sulpice-les-Champs Coupé : au premier de sable à la crosse d'or accostée de deux lettres S onciales du même, au second d'azur à la gerbe de blé d'or liée de gueules, posée en bande (troncato: nel 1° di nero, al pastorale d'oro accostato da due lettere S onciali dello stesso; nel 2° d'azzurro, al covone di grano d'oro, legato di rosso, posto in banda) |
|        | Saint-Vaury D'azur au buste de saint vêtu et diadémé d'or, accompagné de trois fleurs de lys du même (d'azzurro, al busto di santo di carnagione, barbuto e capelluto di rosso, vestito, diademato e coronato d'oro, accompagnato da tre gigli dello stesso) |
|        | La Souterraine D'azur aux trois fasces d'or (d'azzurro, a tre fasce d'oro) |